# Huismes
Huismes est une commune française située dans le département d'Indre-et-Loire, en région Centre-Val de Loire.

## Géographie
|                   | La Chapelle-sur-Loire La Loire | Rigny-Ussé            |
| Avoine            | Huismes                        |                       |
| Beaumont-en-Véron | Chinon                         | Saint-Benoît-la-Forêt |

### Paysages
- Prairies et bocages.
- Bois, forêts et landes communales.
- Zones de marais sur lesquelles s'entrelacent deux ruisseaux « la Riasse et le Douay ».
- Relief (panorama).

### Hydrographie

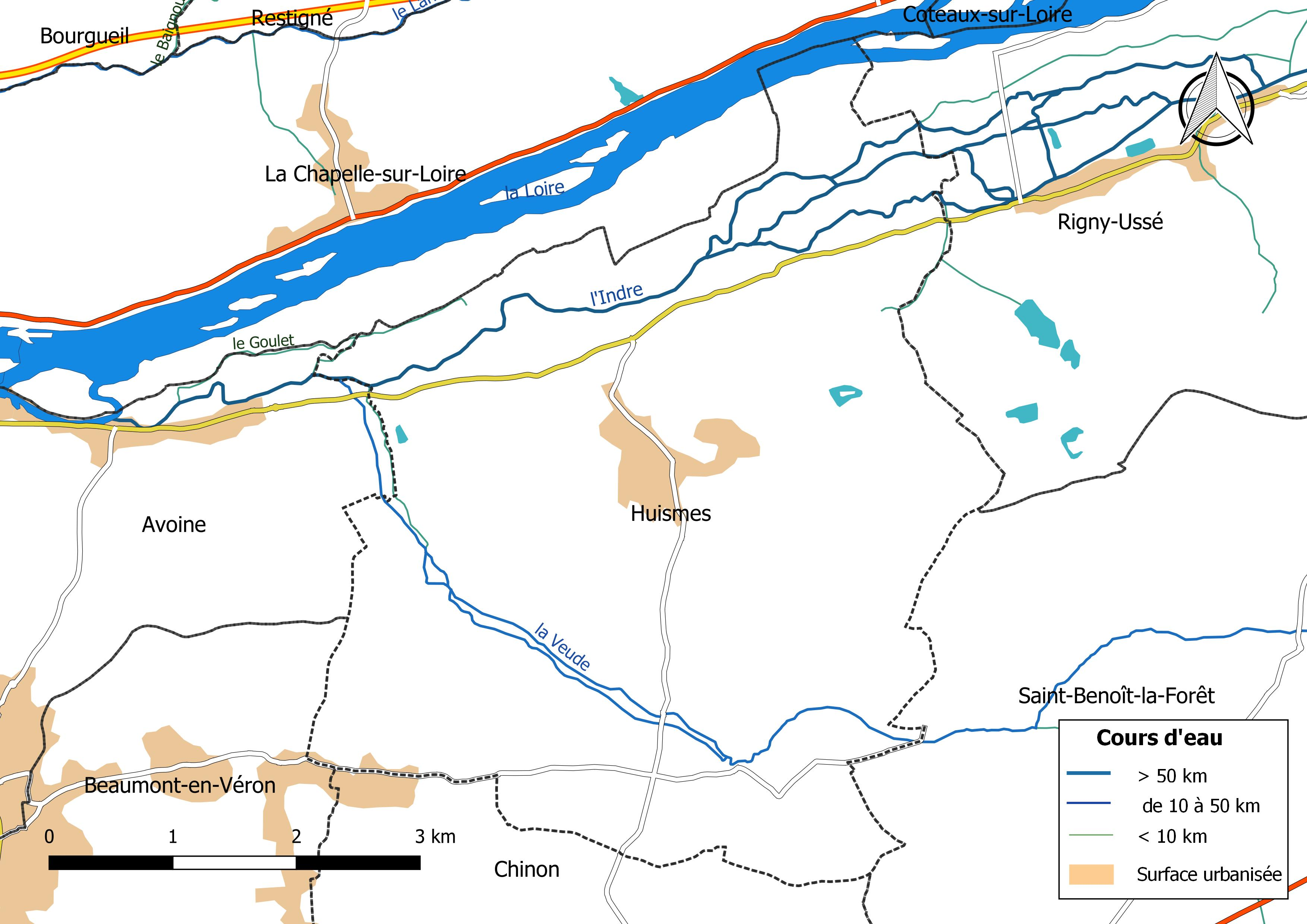
Réseau hydrographique de Huismes.

La commune est bordée par la Loire (0,145 km) sur son flanc nord et traversée par l'Indre (5,476 km), qui présente un parcours parallèle à la Loire. Le réseau hydrographique communal, d'une longueur totale de 21,65 km, comprend un autre cours d'eau notable, la Veude (5,597 km), et cinq petits cours d'eau dont le Goulet (0,988 km),.
Le cours de la Loire s’insère dans une large vallée qu’elle a façonnée peu à peu depuis des milliers d’années. Elle traverse d'est en ouest le département d'Indre-et-Loire depuis Mosnes jusqu'à Candes-Saint-Martin, avec un cours large et lent. La Loire présente des fluctuations saisonnières de débit assez marquées. Sur le plan de la prévision des crues, la commune est située dans le tronçon de la Loire tourangelle, qui court entre la sortie de Nazelles-Négron et la confluence de la Vienne, dont la station hydrométrique de référence la plus proche est située à Langeais. Le débit mensuel moyen (calculé sur 34 ans pour cette station) varie de 142 m3/s au mois d'août  à 753 m3/s au mois de février. Le débit instantané maximal observé sur cette station est de 3 060 m3/s et s'est produit le 10 mai 2001, la hauteur maximale relevée a été de 4,89 m le 24 mars 1988,. La hauteur maximale historique a été atteinte le 27 septembre 1856 avec 6,80 m.
Sur le plan piscicole, la Loire est classée en deuxième catégorie piscicole. Le groupe biologique dominant est constitué essentiellement de poissons blancs (cyprinidés) et de carnassiers (brochet, sandre et perche).
L'Indre, d'une longueur totale de 279,4 km, prend sa source à une altitude de 453 m sur le territoire de Saint-Priest-la-Marche dans le  département du Cher et se jette  dans la Loire à Avoine, après avoir traversé 58 communes. Les crues de l'Indre sont le plus souvent de type inondation de plaine. Sur le plan de la prévision des crues, la commune est située dans le tronçon de l'Indre tourangelle, dont la station hydrométrique de référence la plus proche est située à Cormery. La hauteur maximale historique a été atteinte en novembre 1770 avec 4,90 m.
Ce cours d'eau est classé dans les listes 1 et 2 au titre de l'article L. 214-17 du code de l'environnement sur le Bassin Loire-Bretagne. Au titre de la liste 1, aucune autorisation ou concession ne peut être accordée pour la construction de nouveaux ouvrages s'ils constituent un obstacle à la continuité écologique et le renouvellement de la concession ou de l'autorisation des ouvrages existants est subordonné à des prescriptions permettant de maintenir le très bon état écologique des eaux. Au titre de la liste 2, tout ouvrage doit être géré, entretenu et équipé selon des règles définies par l'autorité administrative, en concertation avec le propriétaire ou, à défaut, l'exploitant,. 
Sur le plan piscicole, l'Indre est également classée en deuxième catégorie piscicole.
La Veude, d'une longueur totale de 13,9 km, prend sa source dans la commune de Saint-Benoît-la-Forêt et se jette  dans l'Indre à Avoine, après avoir traversé 3 communes. Sur le plan piscicole, la Veude est également classée en deuxième catégorie piscicole.
En 2019, la commune est membre de la communauté de communes Chinon, Vienne et Loire qui est elle-même adhérente au syndicat d'aménagement de la vallée de l'Indre. Créé par arrêté préfectoral du 12 septembre 1985 à la suite des crues historiques de décembre 1982 et janvier 1983, ce syndicat a pour vocation d'une part l'atteinte du bon état écologique des cours d'eau par des actions de restauration de zones humides et des cours d'eau, et d'autre part de participer à la lutte contre les inondations par des opérations de sensibilisation de la population ou de restauration et d'entretien sur le lit mineur, et sur les fossés situés dans le lit majeur de l'Indre appelés localement « boires », et de l'ensemble des cours d'eau du bassin versant de l'Indre.
Trois zones humides ont été répertoriées sur la commune par la direction départementale des territoires (DDT) et le Conseil départemental d'Indre-et-Loire : « la vallée de l'Indre : du Pont du Vivier à la Loire », « La Veude des Fontaines d'Auzon » et « la vallée de la Loire de Mosnes à Candes-Saint-Martin »,.

### Climat
Pour des articles plus généraux, voir Climat du Centre-Val de Loire et Climat d'Indre-et-Loire.
En 2010, le climat de la commune est de type climat océanique altéré, selon une étude du CNRS s'appuyant sur une série de données couvrant la période 1971-2000. En 2020, Météo-France publie une typologie des climats de la France métropolitaine dans laquelle la commune est toujours exposée à un climat océanique altéré et est dans la région climatique Moyenne vallée de la Loire, caractérisée par une bonne insolation (1 850 h/an) et un été peu pluvieux.
Pour la période 1971-2000, la température annuelle moyenne est de 11,6 °C, avec une amplitude thermique annuelle de 15 °C. Le cumul annuel moyen de précipitations est de 692 mm, avec 10,7 jours de précipitations en janvier et 6,8 jours en juillet. Pour la période 1991-2020, la température moyenne annuelle observée sur la station météorologique de Météo-France la plus proche, « Chinon - Viti », sur la commune de Chinon à 7 km à vol d'oiseau, est de 12,8 °C et le cumul annuel moyen de précipitations est de 671,9 mm,. Pour l'avenir, les paramètres climatiques de la commune estimés pour 2050 selon différents scénarios d'émission de gaz à effet de serre sont consultables sur un site dédié publié par Météo-France en novembre 2022.

## Urbanisme

### Typologie
Au 1er janvier 2024, Huismes est catégorisée commune rurale à habitat dispersé, selon la nouvelle grille communale de densité à sept niveaux définie par l'Insee en 2022.
Elle est située hors unité urbaine. Par ailleurs la commune fait partie de l'aire d'attraction de Chinon, dont elle est une commune de la couronne,. Cette aire, qui regroupe 20 communes, est catégorisée dans les aires de moins de 50 000 habitants,.

### Occupation des sols
L'occupation des sols de la commune, telle qu'elle ressort de la base de données européenne d’occupation biophysique des sols Corine Land Cover (CLC), est marquée par l'importance des territoires agricoles (72 % en 2018), en augmentation par rapport à 1990 (69,6 %). La répartition détaillée en 2018 est la suivante : 
zones agricoles hétérogènes (36,5 %), forêts (24,6 %), terres arables (21,2 %), prairies (14,3 %), zones urbanisées (3 %), eaux continentales (0,5 %). L'évolution de l’occupation des sols de la commune et de ses infrastructures peut être observée sur les différentes représentations cartographiques du territoire : la carte de Cassini (XVIIIe siècle), la carte d'état-major (1820-1866) et les cartes ou photos aériennes de l'IGN pour la période actuelle (1950 à aujourd'hui).

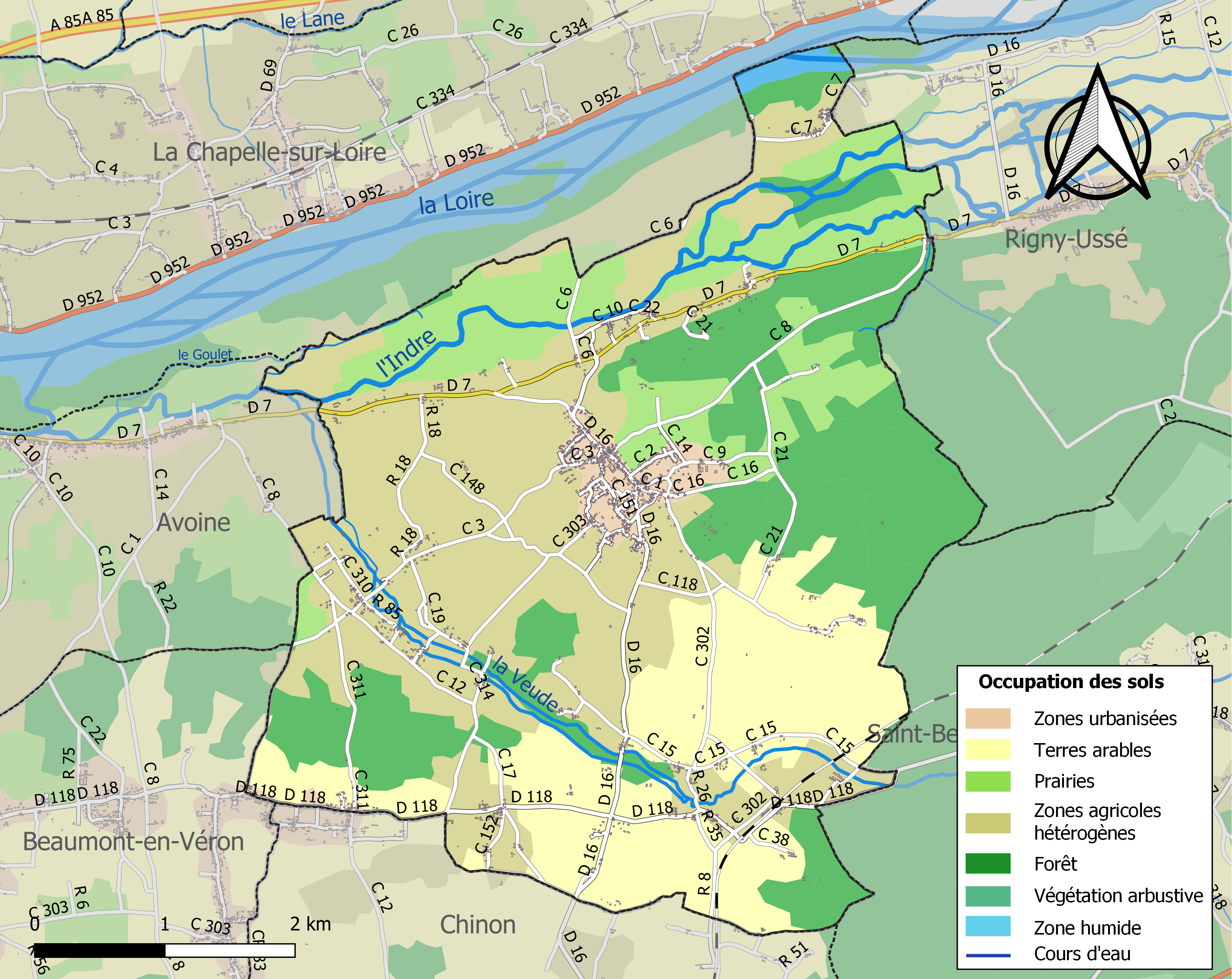
Carte des infrastructures et de l'occupation des sols de la commune en 2018 (CLC).

### Risques majeurs
Le territoire de la commune d'Huismes est vulnérable à différents aléas naturels : météorologiques (tempête, orage, neige, grand froid, canicule ou sécheresse), inondations, feux de forêts, mouvements de terrains et séisme (sismicité faible). Il est également exposé à deux risques technologiques, la rupture d'un barrage et le risque nucléaire. Un site publié par le BRGM permet d'évaluer simplement et rapidement les risques d'un bien localisé soit par son adresse soit par le numéro de sa parcelle.

#### Risques naturels
Certaines parties du territoire communal sont susceptibles d’être affectées par le risque d’inondation par débordement de cours d'eau, notamment la Veude, la Loire et l'Indre. La commune fait partie du territoire à risques importants d'inondation (TRI) d'Angers-Authion-Saumur, un des 21 TRI qui ont été arrêtés fin 2012 sur le bassin Loire-Bretagne et portés à 22 lors de l'actualisation de 2018. Des cartes des surfaces inondables ont été établies pour trois scénarios : fréquent (crue de temps de retour de 10 ans à 30 ans), moyen (temps de retour de 100 ans à 300 ans) et extrême (temps de retour de l'ordre de 1 000 ans, qui met en défaut tout système de protection),. La commune a été reconnue en état de catastrophe naturelle au titre des dommages causés par les inondations et coulées de boue survenues en 1982, 1999 et 2016,.
Pour anticiper une remontée des risques de feux de forêt et de végétation vers le nord de la France en lien avec le dérèglement climatique, les services de l’État en région Centre-Val de Loire (DREAL, DRAAF, DDT) avec les SDIS ont réalisé en 2021 un atlas régional du risque de feux de forêt, permettant d’améliorer la connaissance sur les massifs les plus exposés. La commune, étant pour partie dans les massifs de Chinon et de Véron, est classée au niveau de risque 1, sur une échelle qui en comporte quatre (1 étant le niveau maximal).

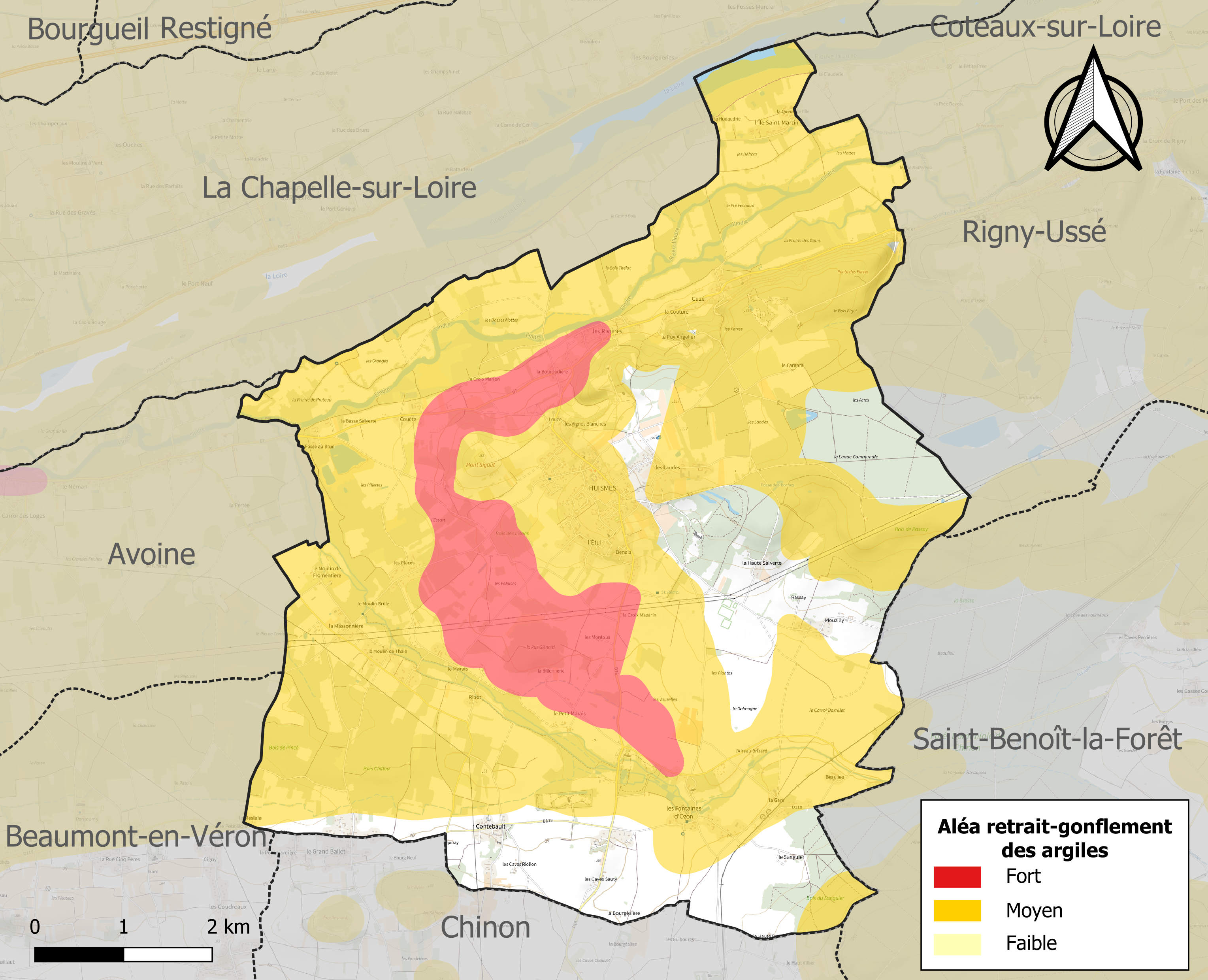
Carte des zones d'aléa retrait-gonflement des sols argileux d'Huismes.

La commune est vulnérable au risque de mouvements de terrains constitué principalement du retrait-gonflement des sols argileux. Cet aléa est susceptible d'engendrer des dommages importants aux bâtiments en cas d’alternance de périodes de sécheresse et de pluie. 81 % de la superficie communale est en aléa moyen ou fort (90,2 % au niveau départemental et 48,5 % au niveau national). Sur les 821 bâtiments dénombrés sur la commune en 2019, 699 sont en aléa moyen ou fort, soit 85 %, à comparer aux 91 % au niveau départemental et 54 % au niveau national. Une cartographie de l'exposition du territoire national au retrait gonflement des sols argileux est disponible sur le site du BRGM,.
Concernant les mouvements de terrains, la commune a été reconnue en état de catastrophe naturelle au titre des dommages causés par des mouvements de terrain en 1999.

#### Risques technologiques
Une partie du territoire de la commune est en outre située en aval d'une digue. À ce titre elle est susceptible d’être touchée par l’onde de submersion consécutive à la rupture de cet ouvrage.
En cas d’accident grave, certaines installations nucléaires sont susceptibles de rejeter dans l’atmosphère de l’iode radioactif. La commune étant située dans le périmètre immédiat de 5 km autour de la centrale nucléaire de Chinon, elle est exposée au risque nucléaire. À ce titre les habitants de la commune ont bénéficié, à titre préventif, d'une distribution de comprimés d’iode stable dont l’ingestion avant rejet radioactif permet de pallier les effets sur la thyroïde d’une exposition à de l’iode radioactif. En cas d'incident ou d'accident nucléaire, des consignes de confinement ou d'évacuation peuvent être données et les habitants peuvent être amenés à ingérer, sur ordre du préfet, les comprimés en leur possession.

## Toponymie
Attesté sous les formes Oxima aux IXe et XIe siècles, Oximensis villa au Xe siècle.
On y reconnaît la racine gauloise uxs- « haut ». Oxima serait issu du dérivé au superlatif uxisama signifiant « lieu très haut » qui a pu s'appliquer comme épithète d'une divinité, c'est-à-dire « la très Haute ». Homonymie avec Exmes (Orne, de Usmis vers 1055); Humes (Haute-Marne, Osimus IXe siècle, Huimes 1233), etc.
Le toponyme n'est pas un dérivé du nombre huit (c'est-à-dire huitième, en ancien français uitme, oisme, oitme, uiti(s)me), comme le voudrait une tradition locale. En effet aucune source ne justifie l' affirmation selon laquelle Huismes aurait été la huitième paroisse fondée en Touraine par Gatien de Tours. Les formes anciennes du toponymes en Oxim- sont d'ailleurs incompatibles avec cette légende, huit étant issu du latin octo (correspondant au gaulois oxtu- « huit », oxtumetos « huitième ») et non *oxi-. Le H initial graphique, d'apparition tardive, sert sans doute à éviter la lecture erronée Vimes, V ayant servi à noter [y] (u) et [v] dès le stade du moyen français (cf. huit, huile, huis, etc.).

## Politique et administration
Source : Affichage au sein de la mairie de la commune.

## Population et société
Commerce
Le village de Huismes sait rester dynamique. La boulangerie, la charcuterie et le cabinet de coiffure restent pour les Huismois, et fait de ce village un village paisible où il fait bon vivre.

### Démographie
L'évolution du nombre d'habitants est connue à travers les recensements de la population effectués dans la commune depuis 1793. Pour les communes de moins de 10 000 habitants, une enquête de recensement portant sur toute la population est réalisée tous les cinq ans, les populations de référence des années intermédiaires étant quant à elles estimées par interpolation ou extrapolation. Pour la commune, le premier recensement exhaustif entrant dans le cadre du nouveau dispositif a été réalisé en 2008.

En 2022, la commune comptait 1 446 habitants, en évolution de −4,24 % par rapport à 2016 (Indre-et-Loire : +1,67 %, France hors Mayotte : +2,11 %).
| 1793  | 1800  | 1806  | 1821  | 1831  | 1836  | 1841  | 1846  | 1851  |
| ----- | ----- | ----- | ----- | ----- | ----- | ----- | ----- | ----- |
| 1 197 | 1 225 | 1 230 | 1 300 | 1 452 | 1 646 | 1 586 | 1 695 | 1 633 |

| 1856  | 1861  | 1866  | 1872  | 1876  | 1881  | 1886  | 1891  | 1896  |
| ----- | ----- | ----- | ----- | ----- | ----- | ----- | ----- | ----- |
| 1 661 | 1 646 | 1 688 | 1 671 | 1 674 | 1 600 | 1 553 | 1 535 | 1 534 |

| 1901  | 1906  | 1911  | 1921  | 1926  | 1931  | 1936  | 1946  | 1954  |
| ----- | ----- | ----- | ----- | ----- | ----- | ----- | ----- | ----- |
| 1 425 | 1 435 | 1 322 | 1 131 | 1 094 | 1 076 | 1 009 | 1 049 | 1 125 |

| 1962  | 1968  | 1975  | 1982  | 1990  | 1999  | 2006  | 2008  | 2013  |
| ----- | ----- | ----- | ----- | ----- | ----- | ----- | ----- | ----- |
| 1 231 | 1 122 | 1 031 | 1 132 | 1 397 | 1 390 | 1 490 | 1 519 | 1 550 |

| 2018  | 2022  | - | - | - | - | - | - | - |
| ----- | ----- | - | - | - | - | - | - | - |
| 1 440 | 1 446 | - | - | - | - | - | - | - |

### Enseignement
Huismes se situe dans l'Académie d'Orléans-Tours (Zone B) et dans la circonscription de Chinon.
L'école primaire accueille les élèves de la commune.

### Sports
- Le Moto Club de Huismes a été créé en 1966. C'est l'un des plus anciens moto clubs d'Indre-et-Loire. En 2004, le moto club comptait 60 licenciés et près de 200 membres. Après avoir organisé des courses nationales, européennes puis internationales, le moto club de Huismes a organisé le championnat de France de side car cross depuis 1998. En 2005, c'était la 8e année consécutive que le MCH était retenu pour organiser une épreuve de ce championnat.

## Économie

### Commerces et artisanat
- Commerces

Auberge/restaurant proposant une cuisine de qualité pour savourer les spécialités locales, bar, boucherie-charcuterie-traiteur, boulangerie-pâtisserie et épicerie associative.
- Artisans et services

Coiffeur, couvreur, décoration-peinture-revêtement, garage concessionnaire Renault, maçon-carreleur-électricité, menuiseries bois PVC alu, plâtrier, plaquiste et service informatique, serrurerie, ferronnerie.

## Culture locale et patrimoine

### Lieux et monuments
- Église Saint-Maurice : le chœur daté du XIIe siècle est classé monument historique. Le clocher est bâti sur une tour carrée massive, dont la base est romane, la partie supérieure date du XIIIe siècle. Le passage couvert connu sous le nom de doyenné date du XVIe siècle et tout comme le clocher est inscrit à l’inventaire supplémentaire des monuments historiques.
- Manoir de Mouchaut, datant du XVe siècle.
- Château de La Villaumaire, datant du XVe siècle.
- Nombreux châteaux et manoirs dont certains sont classés ou inscrits à l'ISMH : château de Contebault, château d'Uzage, château de Bonaventure (détruit), manoir de la Bruère, Manoir de la Cour-Neuve.
- Les lavoirs (notamment celui des Fontaines d’Ozon) mais également des habitations troglodytiques, des anciens fours à pruneaux ou à chanvre, des loges de vigne et fruitier.

### Personnalités liées à la commune
- Le roi Louis XI (1423-1483) demeurait dans l'ancien château Bonaventure-lèz-Chinon, initialement bâti en tant que maison de chasse. Notamment, il aimait y séjourner en hiver, dès 1479, après que sa santé se dégrada[48].
- Léon Joubert (1814-1885), homme politique.
- Max Ernst y habita de 1955 à 1963 avec Dorothea Tanning.
- Les sept membres d'une équipe relevant du BOA (Bureau des Opérations Aériennes de Londres) pour la mise en service du terrain d'atterrissage "Gide" situé dans la prairie des Hautes Îles, entre Bréhémont et Rivarennes, ils participèrent à deux atterrissages, le 15 juillet 1943 et le 12 septembre 1943, le mauvais temps ayant empêché les opérations prévues pour les mois suivants. Ils balisaient le terrain, surveillaient les routes d'accès, transportaient en lieu sûr les armes, les munitions, le courrier apportés par les avions, hébergeaient les passagers clandestins, personnalités de la Résistance. Parfaitement conscients de tous les dangers qu'ils couraient, mais voulant à tout prix contribuer à la libération de la France, ils affrontèrent la torture et la mort avec le courage tranquille des vrais héros. Ils ont bien mérité de la patrie[49] : 
  - Lucien Alphonse, 40 ans, cultivateur, déporté, mort à Flossenbürg le 13 septembre 1944 ;
  - Robert Breton, 42 ans, charron, déporté à Ellrich, disparu le 3 mars 1945 ;
  - Jules Dechartres, 46 ans, cultivateur, déporté, mort à Flossenbürg le 3 octobre 1944 ;
  - Gustave Jusseaume, 46 ans, maçon, déporté, mort à Merzbrück le 17 décembre 1944 ;
  - Jacques Lecomte, 46 ans, négociant, déporté, mort à Léau le 22 mars 1945 ;
  - Albert Malécot, 31 ans, secrétaire de mairie, abattu par la Gestapo à Huismes le 19 janvier 1944 ;
  - Michel Malécot, 34 ans, boucher, déporté, mort à Flossenbürg le 22 décembre 1944.